# Aeroportul Tampere-Härmälä
Aeroportul Tampere-Härmälä (IATA: TMP, ICAO: EFTA) este un aeroport din Tampere, Pirkanmaa, Finlanda de Vest și Centrală⁠(d), Finlanda ce deservește zona Tampere. A fost numit după zona deservită.
aeroportul dispune de 1 pistă.

## Infrastructură

### Piste
Aeroportul dispune de o singură pistă. Pista are orientarea 09/27. 